# Poroderma pantherinum
Poroderma pantherinum är en hajart som först beskrevs av Müller och Henle 1838.  Poroderma pantherinum ingår i släktet Poroderma och familjen rödhajar. IUCN kategoriserar arten globalt som otillräckligt studerad. Inga underarter finns listade i Catalogue of Life.